# Ottavio Cagiano de Azevedo
Ottavio Cagiano de Azevedo (Frosinone, 7 novembre 1845 – Anzio, 11 luglio 1927) è stato un cardinale italiano.
Fu nominato cardinale della Chiesa cattolica da papa Pio X.

## Biografia
Nacque a Frosinone il 7 novembre 1845. 
Era il nipote del cardinale Antonio Maria Cagiano de Azevedo.
Papa Pio X lo elevò al rango di cardinale nel concistoro dell'11 dicembre 1905.
Morì l'11 luglio 1927 all'età di 81 anni. È sepolto presso il cimitero del Verano di Roma nella tomba dell'Ordine dei Servi di Maria.